# Base de Apoyo Logístico San Lorenzo
La Base de Apoyo Logístico (BAL) «San Lorenzo» es una unidad de arsenales del Ejército Argentino basada en la Guarnición de Ejército «San Lorenzo», Fray Luis Beltrán, provincia de Santa Fe y perteneciente a la II Brigada Blindada de «Paraná». Aunque a inicios de 2022, retomó su antiguo nombre.

## Historia
La Base de Apoyo Logístico «San Lorenzo» se creó en el año 2015 sobre la base del ex-Batallón de Arsenales 603. Este había quedado disuelto por resolución del Ministerio de Defensa tras una desaparición de una cantidad de munición. En el 2022, la base volvió a llamarse Batallón de Arsenales 603.